# Cowperse klier
De Cowperse klieren, bulbo-urethrale klieren of glandulae bulbourethrales zijn twee exocriene klieren vlak bij de prostaat die bij seksuele opwinding enige tijd voor de ejaculatie het voorvocht afscheiden, voordat het sperma via de urinebuis het lichaam verlaat. Het geproduceerde slijm neutraliseert eventueel achtergebleven urine in de urinebuis. Hierdoor wordt het afsterven van spermacellen in de urinebuis voorkomen. Het slijm is kristalhelder en is bovendien een goed werkend glijmiddel.
De Cowperse klieren zijn homoloog met de klier van Bartholin (glandula vestibularis major) bij de vrouw. De klieren zijn genoemd naar hun ontdekker, William Cowper.